# Max Kopp
Max Kopp (geb. 16. Januar 1891 in Luzern; gest. 17. Mai 1984 in Kilchberg ZH) war ein Schweizer Architekt, der eine vermittelnde Haltung zwischen traditionsbewusster Architektur und modernen Strömungen einnahm und wichtige Positionen im Schweizer Heimatschutz innehatte.

## Leben und Wirken
Max Kopp, der Sohn eines Apothekers, maturierte 1909 an der Kantonsschule und begann daraufhin das Architekturstudium an der ETH Zürich. Im folgenden Jahr wechselte er nach München, wo er an der Technischen Hochschule 1914 bei Friedrich Thiersch diplomierte. Nach dem Aktivdienst während des Ersten Weltkriegs als Leutnant und Oberstleutnant arbeitete er bei German Bestelmeyer in Berlin, dann bei Pfleghard und Haefeli und anschliessend bei Honegger und Moser in Zürich.
Mit seinem Chef Hans Wilhelm Moser (1889–1973) gründete er 1924 ein gemeinsames Büro in Zürich, das die Partner bis 1941 führten. 1924 baute er auch sein eigenes Haus in Kilchberg, es folgte, über die ganze Karriere verteilt, eine grosse Anzahl von Eigenheimen für eine wohlhabende Klientel. Ernst Laur, der Nationalrat und Agronom, nannte sie «kultivierte Landsitze». Daneben traten einige wenige grössere Neubauten, beispielsweise ein Wohnhaus im Zürcher Niederdorf und ein Verwaltungsgebäude für eine Schienenfabrik im Ruhrgebiet, in Schwerte.

### Heimat- und Denkmalschutz
Wesentlicher für sein weiteres Berufsleben wurde das Bauen im denkmalgeschützten Bestand, die Restaurierung und Sanierung wichtiger Baudenkmäler. 1928 beriet er anlässlich der ersten Schweizerischen Ausstellung für Frauenarbeit den Schweizerischen Bauernverband über die Gestaltung eines Ausstellungs-Bauernhauses und seiner Inneneinrichtung für die Messe. Dabei knüpfte er auch erstmals Kontakte mit dem Schweizer Heimatschutz (SHS), für den er später massgeblich tätig wurde. 1939 war er der leitende Architekt für die Ausstellungsarchitektur der rechtsufrigen Seite der Landi 39, das sogenannte «Dörfli».
Während des Zweiten Weltkriegs, als er Kommandant einer Territorialkompanie war, eröffnete er 1941 sein eigenes Büro und wurde im gleichen Jahr Präsident des Schweizerischen Ingenieur- und Architektenvereins, ein Amt, das er acht Jahre bekleidete. 1942 erreichte die Schweizerische Vereinigung für Heimatschutz, dass die Instandsetzung von Häusern als Arbeitsbeschaffungsmassnahme von der Eidgenossenschaft beauftragt wurde. Als Leiter der Planungsstelle wurde Max Kopp berufen. Nachdem nach Ende des Kriegs die Wirtschaftskonjunktur unerwartet gut lief und keine weiteren Arbeitsbeschaffungsmassnahmen mehr finanziert wurden, wandelte der Verein 1946 die Planungsstelle in eine allgemeine denkmalschützerische Bauberatung um, deren Leiter Kopp blieb. Im gleichen Jahr erschloss sich der SHS durch Verkauf des Schoggitalers neue Finanzierungsquellen. Im Laufe der folgenden Jahrzehnte restaurierte Kopp eine Vielzahl von national bedeutenden, oft auch geschichtlich emblematischen Bauten. Beispielhaft genannt seien hier das Mühlenensemble in Richterswil, der Hof des Stockalperpalastes in Brig, das Haus zur Treib und die Tellskapelle, beide am «Weg der Schweiz» am Vierwaldstättersee gelegen, die Augustinerkirche in der Zürcher Altstadt und Schloss Laufen über dem Rheinfall.

## Werkauswahl
- Villa, Zürich 1927
- Zum Höfli, Einfamilienhaus, Zürich 1928
- Kirchgemeindehaus, Kilchberg ZH 1932
- Fraumünsterpost, Umbau, Zürich 1932
- Haus zur Schmiede, Zürich-Wiedikon, 1933
- Mülenen, Sanierung des Mühlenensembles, Richterswil 1950 und 1957
- Stockalperpalast, Sanierung des Hofs, Brig 1952
- Tellskapelle, Sanierung, Sisikon 1953
- Berghotel, Rigi-Kulm 1953
- Haus zur Treib, Treib 1954
- Haus am Rindermarkt, Zürich 1954
- Haus der Profileisenwerke, Verwaltungsgebäude, Schwerte (D) 1956
- Haus zum Engel, Zürich 1957
- Augustinerkirche, Renovierung, Zürich 1959
- Schloss Laufen, Renovierung 1961
- Christuskirche, Renovierung des Innenraums, Luzern 1972

## Belege
1. ↑  E.L. (= Ernst Laur): Unser Jubilar: Max Kopp. In: Heimatschutz. Band 56, Nr. 1, 1961, S. 31 (online [abgerufen am 7. Januar 2016]).
2. ↑  Madlaina Bundi: Chronik. 100 Jahre Schweizer Heimatschutz. Hrsg.: Schweizerische Vereinigung für Heimatschutz. S. 5 (online [PDF]).

| Personendaten    | Personendaten       |
| ---------------- | ------------------- |
| NAME             | Kopp, Max           |
| KURZBESCHREIBUNG | Schweizer Architekt |
| GEBURTSDATUM     | 16. Januar 1891     |
| GEBURTSORT       | Luzern              |
| STERBEDATUM      | 17. Mai 1984        |
| STERBEORT        | Kilchberg ZH        |